# 太陽とシスコムーン
太陽とシスコムーン（たいようとシスコムーン、英: Taiyo & Ciscomoon）は、1999年にデビューした日本の4人組女性歌手グループ。略称は太シス（たいシス）。2000年、グループ名をT&Cボンバー（ティーアンドシーボンバー）に改名、同年10月の大阪での公演を最後に解散した。『ASAYAN』で結成されたハロー!プロジェクトの創設期のグループの1つである。
プロデューサーのつんく♂のもとにDDIポケット（現：ソフトバンク）のキャンペーンソングのプロデュース依頼が来たことから始まったプロジェクトであり、少し先行して結成されたモーニング娘。と比較してコアかつ大人風の方向性を志向しており、各分野におけるトップクラスの実力者を集めた個性的なグループとなっている。
つんく♂が後年「彼女たちのサウンズは当時の僕の『音楽制作の力』すべてを注ぎこんでつくりあげてました。現状のハローのサウンドの法則を作り上げるにもっとも貢献したユニットだと思います」と回顧している通り、当グループではつんく♂の才能が遺憾なく発揮されており、ハロー!プロジェクトの方向性に大きな影響を与えたグループとして位置付けられる。
デビュー10周年、20周年といった節目に復活ライブを開催したり、ハロー!プロジェクトの20周年および25周年記念コンサートに出演したり、ファンイベントを行うなど、機会を見て継続的に再結成しているが、再結成後は改名前の太陽とシスコムーンを名乗っている。
ハロー!プロジェクト時代はアップフロントエージェンシー（現：アップフロントプロモーション）に所属していたが、再結成後は基本的に自主活動の音楽ユニットであり、事務所には所属していない。

## メンバー
色はメンバーカラー。所属事務所は結成当時。
信田美帆（しのだ みほ）
1972年5月18日生まれ（53歳、結成時26歳）。       オレンジ。
東京都出身。スタッフ21所属。ソウルオリンピック体操代表。1998年には読売ジャイアンツチアガールに参加し、得意のバク宙もパフォーマンスで披露していた。
グループ解散後はスポーツタレントとして様々な番組に出演したり、体操インストラクターとして活躍。2004年のアテネオリンピックでは女子体操のコメンテーターも務めた。母校である日本体育大学体操部のゆか運動のダンスレッスンや振り付けを担当し、2012年にはロンドンオリンピックに出場した田中理恵のゆか運動の演技の振り付けを担当した。モーニング娘。およびハロー!プロジェクトのコンサートのアクロバットも指導している。
稲葉貴子（いなば あつこ）
1974年3月13日生まれ（51歳、結成時24歳）。       ピンク。
大阪府出身。吉本興業所属（解散後、アップフロントエージェンシー所属）。ダンサーの両親の下でジャズダンススクールに通い、芸能界を志す。その後、ダンスボーカルアイドルグループの先駆けである大阪パフォーマンスドール（OPD）でフロントメンバーF/Unitの1人に選抜され活動。メンバーで最もダンス歴が長く、結成当時は唯一のダンスボーカル経験者でもあった。
グループ解散後はハロー!プロジェクトに在籍したが、2009年、アップフロントエージェンシー（現：アップフロントプロモーション）との契約が終了し、今後は関連会社でスタッフとなることを発表した。2014年、OPD時代の仲間である古谷文乃と自主活動による音楽ユニット「(s)pirit color（ピリットカラー）」を結成し、フリーの立場で歌手活動を続けている。
本多RuRu（ほんだ るる）
1976年3月18日生まれ（49歳、結成時22歳）。       グリーン。
中国遼寧省出身。中華藝能所属。グループ在籍中に日本国籍取得。
グループ解散後は台湾で歌手活動を行っていた。2007年に日本に戻り、再デビューソロアルバム『初心』をリリース。太陽とシスコムーンが再結成されたときは上海在住であり、スケジュールの都合上、日本に戻ることが難しく、ライブなどには参加できなかったが、映像での出演をすることはあった。女優として『戦神〜MARS〜』（原作：惣領冬実『MARS』）に出演。現在は芸能界を引退し、アメリカに在住。
小湊美和（こみなと みわ）
1977年2月15日生まれ（48歳、結成時21歳）。       ブルー。
福島県出身。アップフロントプロモーション所属。民謡小湊流家元。メンバー唯一の既婚者。
グループ解散後はアップフロントを退社し、インディーズでソロデビュー。実弟の小湊昭尚と民謡ユニット「Priest」を結成。2018年4月、代々木アニメーション学院の「つんく♂プロフェッショナルイズム」の講師に就任。

## 略歴
1998年
- テレビ東京『ASAYAN』（2002年3月まで放送）内で行われた、芸能経験のある女性を対象にしたオーディション「つんくプロデュース芸能人新ユニットオーディション」（サンフランチームとシスコムーンチーム）で合格した4人で結成。

1999年
- 2月7日、稲葉貴子、小湊美和、信田美帆の3人が合格者として選ばれる。
- 2月14日、4人目の合格者としてRuRuが選ばれる。
- 2月21日、グループ名が太陽とシスコムーンに決定する。
- 4月、シングル「月と太陽」でデビュー。「デビュー曲がオリコン6位以上でなければ即解散」という条件を見事クリアしグループは存続（この6位とは、モーニング娘。のメジャーデビューシングルである「モーニングコーヒー」の初登場順位である）。
- 10月、6thシングル「丸い太陽 -winter ver.-」のレコーディング時、小湊美和が苦手だったダンスの勉強に専念するため一時的にメンバーから外される。4th・5thシングルが不調だったため、『ASAYAN』の企画で「誰かひとりを外す」という当時流行っていた番組企画だったためプロデューサーのつんく♂は難色を示していた。このため小湊美和は1999年の活動の集大成である『第41回日本レコード大賞』に参加できなかった。次シングルで復帰。

2000年
- 3月、翌月発売の7thシングル「DON'T STOP 恋愛中」に合わせ、グループ名をT&Cボンバーに改名。
- 4月、テレビ東京『ハロー!モーニング。』に登場。
- 10月9日、大阪でのコンサートを最後に解散。ソロとしてハロー!プロジェクトに残留したのは稲葉のみで、ほかの3名は離脱した。

2008年
- 11月26日、ベストアルバムの発売を記念して元メンバーによる期間限定のブログをスタート。

2009年
- 1月9日、東京・渋谷のHMVでベストアルバムのリリースイベントを行い、8年ぶりに再集結。RuRuが上海からサプライズで生電話出演した。
- 1月19日、後輩であるメロン記念日からの呼びかけで、同グループが主催するライブイベント『MELON GREETING』のゲストとしてステージに立った。
- 3月、ブログでのメンバーの呼びかけで10周年ライブ開催希望の署名活動を開始。2か月間で2,200通以上の署名が集まった。
- 4月25日、この日行われた稲葉、小湊、信田によるトークライブの席上で、東京（10月4日）・大阪（9月26日）での再結成ライブの開催が発表された。ただし、RuRuはスケジュールの都合でトークライブ、再結成ライブともに不参加（トークライブでは上海からSkypeによる生中継という形で参加した）。
- 10月4日、再結成ライブ『Last & New Decade』の東京公演終了後にメンバーからライブDVDが発売されることが発表された。
- 10月9日、再結成ライブが終わり9年前のこの日に解散したということもあって、期間限定のブログはこの日をもってメンバーの更新が終了した。
- 10月10日、ブログはメンバーが個々の活動や情報などを伝えるときに不定期で更新されることが発表された。
- 10月30日、元メンバーで唯一事務所に残っていた稲葉とのタレント契約が終了、関連会社のスタッフになることが発表された。

2010年
- 1月31日、期間限定のブログが公開終了、閉鎖された。

2013年
- 12月6日、同月31日の大晦日に行われるハロー!プロジェクト初のカウントダウンライブ公演『Hello! Project COUNTDOWN PARTY 2013 〜 GOOD BYE & HELLO! 〜』にメロン記念日とともに一夜限りで復活をすることが発表された（参加メンバーは信田・稲葉・小湊）。

2015年
- 7月19日、赤坂ベクトルスタジオで行われた『最初で最後じゃなかった！太陽とシスコムーン トークライブ〜やっぱり4人で〜』に4人そろって出演。前日には過去にレギュラー出演していたMBSラジオ『MBSヤングタウン土曜日』に信田が告知を兼ねてゲスト出演し、さらにほかの3名もそろってスペシャルコーナーに出演した。

2018年
- 3月31日、パシフィコ横浜で行われた『Hello! Project 20th Anniversary!! Hello! Project ひなフェス 2018』の昼公演「Hello! Project 20th Anniversary!! プレミアム」にハロー!プロジェクト20周年企画回としてモーニング娘。初期メンバー5人とともにゲスト出演（参加メンバーは信田・稲葉・小湊）。
- 7月15日、オリックス劇場で行われた『Hello! Project 20th Anniversary!! Hello! Project 2018 SUMMER』の昼公演「〜ONE FOR ALL〜」および夜公演「〜ALL FOR ONE〜」にハロー!プロジェクトOGとしてゲスト出演（参加メンバーは信田・稲葉・小湊）。

2019年
- 1月13日、中野サンプラザで行われた『Hello! Project 20th Anniversary!! Hello! Project 2019 WINTER』の昼公演「〜YOU & I〜」および夜公演「〜NEW AGE〜」、そして同月19日にオリックス劇場で行われた同公演「〜YOU & I〜」にハロー!プロジェクトOGとしてゲスト出演（参加メンバーは信田・稲葉・小湊）。
- 7月28日、デビュー20周年を記念して、コットンクラブで初のバンド編成によるライブ『太陽とシスコムーン 20th Anniversary Live Last & New Decade 2』を開催（参加メンバーは信田・稲葉・小湊）。
- 12月4日、20周年記念ライブの映像化に際し、宣伝用として公式Twitterアカウントを開設。

2022年
- 10月24日 - 28日、tvk『関内デビル』にウィークリーゲストとして出演（参加メンバーは信田・稲葉・小湊）。

2023年
- 2月26日、六本木クラップスにて『太陽とシスコムーン Live 2023 信田美帆50祭SP 〜永遠にハロプロOG最年長〜』を開催（参加メンバーは信田・稲葉・小湊）。
- 9月10日、国立代々木競技場 第一体育館で行われた『Hello! Project 25th ANNIVERSARY CONCERT「ALL FOR ONE & ONE FOR ALL!」ACT I』に出演（参加メンバーは信田・稲葉・小湊）。
- 12月22日、六本木クラップスにてファンイベント『CISCO X'mas Lunch会』（昼部）および『CISCO X'mas Party』（夜部）を開催（参加メンバーは信田・稲葉・小湊）。

2024年
- 3月16日、目黒・Blues Alley Japanで自主企画にて開催した稲葉貴子の50歳記念イベント『稲葉貴子バースデーライブ '24 〜Ultra Attchu Fes!〜』に大阪パフォーマンスドールとのコラボレーションでゲスト出演（参加メンバーは信田・稲葉・小湊）。
- 4月1日、公式Instagramアカウントを開設。
- 4月21日、team445名義ではあるが、解散後に初めてメンバー3名のみで歌う新曲「ディスコ・クレオパトラ feat. 稲葉貴子・小湊美和・信田美帆 a.k.a. CISCO3」をリリース。同日、デビュー記念日トークライブ『四半世紀だ！La Ta Ta!』を開催。
- 5月19日 - 7月15日、25周年のライブツアー『太陽とシスコムーン 25周年スペシャルツアー！ 〜令和でLa Ta Ta〜』を開催（参加メンバーは信田・稲葉・小湊）　大阪　umeda TRAD　ゲストは川名凜、名古屋　SPEDE BOX ゲストは清野桃々姫、東京　新宿ReNY　ゲストは川名凜、　横浜　Yokohama Bay Hall ゲストは清野桃々姫）。
- 6月6日、過去にリリースした全楽曲を翌7日より各サブスクリプション型（定額制）音楽ストリーミングサービスで配信開始することを発表。

- 6月19日　ニッポンのレコード大将（鮫肌文殊＆中野俊成）企画監修で「月と太陽」「宇宙でLa Ta Ta」の7インチレコードがTOWER RECORDSから発売。[46]

- 8月10日・11日、第一ホテル両国 大宴会場「清澄」にて『太陽とシスコムーン 25周年スペシャルライブ〜令和でLa Ta Ta〜真夏の蜃気楼編』を開催（参加メンバーは信田・稲葉・小湊、ゲストは竹内朱莉）[47]。

2025年
- 2月22日　東京·丸の内COTTON CLUBにて『太陽とシスコムーン 25周年スペシャル ライブ！～令和でLa Ta Ta～ 『iridescent』at COTTON CLUB / BAND ver.』を開催　（参加メンバーは信田・稲葉・小湊）[48]  『iridescent』の命名は柏木ひなた[49]。
- 3月15日　東京･新宿ReNYにて『太陽とシスコムーン 25周年スペシャル ライブ︕〜令和でLa Ta Ta〜『iridescent』at 新宿ReNY / BAND ver.』を開催（参加メンバーは信田・稲葉・小湊）[50][51]

## 作品

### シングル
1. 月と太陽（1999年4月21日）
オリコン最高順位： 4位
DDIポケット（現：ソフトバンク）のPHSイメージCMとタイアップ。
2. ガタメキラ（1999年6月23日）
オリコン最高順位： 6位
後にZYXが「行くZYX! FLY HIGH」のC/Wでカバー。
3. 宇宙でLa Ta Ta（1999年7月28日）
オリコン最高順位： 9位
後に松浦亜弥が稲葉貴子とともに「奇跡の香りダンス。」のC/Wでカバー。
4. Everyday Everywhere（1999年8月25日）
オリコン最高順位：23位
5. Magic of Love（1999年9月29日）
オリコン最高順位：16位
後にJuice=Juiceがファーストアルバム『First Squeeze!』の通常盤特典カバーアルバム『The Cover Juice』でカバー。
6. 丸い太陽 -winter ver.-（1999年12月8日） - 小湊美和は不参加
オリコン最高順位：25位
後にカントリー娘。に紺野と藤本（モーニング娘。）が「先輩 〜LOVE AGAIN〜」のC/Wでカバー。
7. DON'T STOP 恋愛中（2000年4月19日） - T&Cボンバー名義
オリコン最高順位：23位
後にカントリー娘。に紺野と藤本（モーニング娘。）が「シャイニング 愛しき貴方」のC/Wでカバー。
8. HEY! 真昼の蜃気楼（2000年7月19日） - T&Cボンバー名義
オリコン最高順位：31位

#### コラボレーション
1. ディスコ・クレオパトラ feat. 稲葉貴子・小湊美和・信田美帆 a.k.a. CISCO3（2024年4月21日） - team445名義[40][41]
作詞・作曲：shungo.、編曲：y@suo ohtani[52]
歌ネット注目度ランキング最高順位：2位[53]
解散後初めてメンバー3名（曲名中ではCISCO3と表記）のみで歌う新曲。

### アルバム

#### オリジナルアルバム
1. Taiyo & Ciscomoon 1（1999年10月27日）
オリコン最高順位： 3位
2. 2nd STAGE（2000年9月27日） - T&Cボンバー名義
オリコン最高順位：23位

#### ベストアルバム
1. 太陽とシスコムーン／T&Cボンバー メガベスト（2008年12月10日）
オリコン最高順位：148位

### 映像作品

#### ミュージックビデオ集
1. オール 太陽とシスコムーン・T&Cボンバー（2000年12月13日） - T&Cボンバー名義

#### コンサート映像
1. CONCERT TOUR 2000 YO! YO! Taiyo-La! むうんさんのダンス天国（2000年8月30日） - T&Cボンバー名義
2. あれから10年 太陽とシスコムーン LIVE 2009 Last & New Decade（2010年1月15日）
3. 太陽とシスコムーン 20th Anniversary Live Last & New Decade 2（2019年12月28日）[54]
4. 太陽とシスコムーン 25周年スペシャルツアー！～令和でLa Ta Ta～　（2024年12月9日）[55]Blu-ray版特典映像 ①：同公演1部メドレーコーナー ②：新宿公演ゲストコーナー【ゲスト：川名凜（アンジュルム）】 ③：両国公演メイキング【ゲスト：竹内朱莉】 DVD版特典映像 ①：同公演1部メドレーコーナー ②：太陽とシスコムーン25周年記念トークイベン　ト ③：稲葉貴子 バースデーライブ ’24 〜Ultra Attchu Fes！〜【ゲスト：  斉藤瞳（元メロン記念日）、村田めぐみ（元メロン記念日）、柴田あゆみ（元メロン記念日）、前田有紀】

## 出演

### テレビ
- ASAYAN（テレビ東京系）
- ハロー!モーニング。（テレビ東京）
- モーニング娘。のへそ（テレビ東京）
- ガレージ（テレビ東京）
- Pランド 〜パシフィックランド〜（テレビ東京）
- うたばん（TBSテレビ）
- HEY!HEY!HEY! MUSIC CHAMP（フジテレビ）
- ミュージックステーション（テレビ朝日）
- ポップジャム（NHK総合）

### ラジオ
- MBSヤングタウン土曜日（1999年4月 - 2000年9月、MBSラジオ） - レギュラー[22]

### ライブ
- メロン記念日主催イベント「第8弾『MELON GREETING』」（2009年1月13日、Shibuya O-EAST） - ゲスト出演（信田・稲葉・小湊）[16]
- あれから10年 太陽とシスコムーン LIVE 2009 Live Last & New Decade 〜過去とこれからの10年間〜（2009年9月26日、大阪・FANJ twice / 10月4日、東京・club asia P、昼夜2公演 / 2会場3公演） - 信田・稲葉・小湊[18][17]
- Hello! Project COUNTDOWN PARTY 2013 〜GOOD BYE & HELLO!〜（2013年12月31日、中野サンプラザ） - 信田・稲葉・小湊[19]
- Hello! Project 20th Anniversary!! Hello! Project ひなフェス 2018「Hello! Project 20th Anniversary!! プレミアム」（2018年3月31日、パシフィコ横浜 展示ホールA/B） - ゲスト出演（信田・稲葉・小湊）[24][25]
- Hello! Project 20th Anniversary!! Hello! Project 2018 SUMMER 〜ONE FOR ALL〜/〜ALL FOR ONE〜（2018年7月15日、オリックス劇場、昼夜2公演） - ゲスト出演（信田・稲葉・小湊）[26]
- Hello! Project 20th Anniversary!! Hello! Project 2019 WINTER 〜YOU & I〜/〜NEW AGE〜（2019年1月13日、中野サンプラザ、昼夜2公演 / 19日、オリックス劇場 / 2会場3公演） - ゲスト出演（信田・稲葉・小湊）[27]
- 太陽とシスコムーン 20th Anniversary Live Last & New Decade 2（2019年7月28日、コットンクラブ、夕夜2公演） - 信田・稲葉・小湊[28][5]
- 太陽とシスコムーン Live 2023 信田美帆50祭SP 〜永遠にハロプロOG最年長〜（2023年2月26日、六本木クラップス、昼夜2公演） - 信田・稲葉・小湊[32]
- Hello! Project 25th ANNIVERSARY CONCERT「ALL FOR ONE & ONE FOR ALL!」ACT I（2023年9月10日、国立代々木競技場 第一体育館） - 信田・稲葉・小湊[33][34]
- 稲葉貴子バースデーライブ '24 〜Ultra Attchu Fes!〜（2024年3月16日、目黒・Blues Alley Japan、昼夜2公演） - 信田・稲葉・小湊[38]
- 太陽とシスコムーン 25周年スペシャルツアー！ 〜令和でLa Ta Ta〜（2024年5月19日、大阪・umeda TRAD / 25日、愛知・SPADE BOX / 6月9日、東京・新宿ReNY / 7月15日、神奈川・横浜ベイホール / 各日昼夜2公演、4会場8公演） - 信田・稲葉・小湊[44][43]
  - 大阪・東京公演は川名凜（アンジュルム）、愛知・神奈川公演は清野桃々姫（BEYOOOOONDS）がゲスト出演[56]。
- 太陽とシスコムーン 25周年スペシャルライブ〜令和でLa Ta Ta〜真夏の蜃気楼編（2024年8月10日・11日、第一ホテル両国 大宴会場「清澄」、各日2公演、全4公演） - 信田・稲葉・小湊、ゲスト：竹内朱莉[47]
- 太陽とシスコムーン 25周年スペシャル ライブ！～令和でLa Ta Ta～ 『iridescent』at COTTON CLUB / BAND ver.）（2025年2月22日、COTTON CLUB、昼夜2公演）
- 太陽とシスコムーン 25周年スペシャル ライブ︕〜令和でLa Ta Ta〜『iridescent』at 新宿ReNY / BAND ver.　（2025年3月15日)

### イベント
- 『太陽とシスコムーン/T&Cボンバー メガベスト』発売記念インストアイベント（2009年1月9日、HMV渋谷店） - RuRuは国際電話で参加[15]
- あれから10年！太陽とシスコムーン、最初で最後のトークライブ（2009年4月25日、新宿ロフトプラスワン） - RuRuはSkypeで参加
- 最初で最後じゃなかった！太陽とシスコムーン トークライブ〜やっぱり4人で〜（2015年7月19日、赤坂ベクトルスタジオ）[20][21]
- 太陽とシスコムーン 〜初のファンイベント〜 『CISCO X'mas Lunch会』（2023年12月22日、六本木クラップス） - 信田・稲葉・小湊[35][36]
- 太陽とシスコムーン 〜カラオケDAM presents〜 『CISCO X'mas Party』（2023年12月22日、六本木クラップス） - 信田・稲葉・小湊[35][37]
- 太陽とシスコムーン デビュー記念日トークライブ『四半世紀だ！La Ta Ta!』（2024年4月21日、新宿ロフトプラスワン） - 信田・稲葉・小湊[42][43]